# 室矢まんぺい
室矢まんぺい (本名：室矢廣紀、1967年7月24日 - ）は日本の俳優。B型。北海道出身。
1990年から2000年 旧ジャパンアクションクラブに在籍(日光江戸村)。当初は、室矢満平(むろやまんぺい)で活動し、後に室矢まんぺい、に改名。主に舞台、新宿コマ劇場、中日劇場、明治座 に出演。テレビ東京『徳川無頼帳』、『姫将軍大暴れ』に出演。三重テレビ『キンさばっ！！近所の裁き』レギュラー。